# Biedrzychowa
Biedrzychowa (niem. Friedrichswalde) – wieś w Polsce położona w województwie dolnośląskim, w powiecie polkowickim, w gminie Polkowice. Została założona w 1770 roku.

## Podział administracyjny
Miejscowość leży w województwie dolnośląskim, w powiecie polkowickim, w gminie Polkowice.
W latach 1975–1998 miejscowość administracyjnie należała do województwa legnickiego.

## Położenie
Biedrzychowa leży na południe od Polkowic. Wieś leży przy drodze leśnej do Dąbrowy.

## Toponimia
Niemiecka nazwa wsi (Friedrichswalde) jest związana z legendą, jakoby przejeżdżający traktem król pruski Fryderyk II miał odpocząć pod jednym z rozłożystych świerków stojących na skraju lasu przy drodze.

## Historia

### Do pierwszej wojny światowej
Według legendy król pruski Fryderyk II Wielki odpoczywał tutaj pod świerkiem. W tym miejscu postawiono kamień, a później nawet ławkę, dla osób chcących pobyć pod „świerkiem królewskim”. Do owej legendy nawiązał hrabia de Houssonville ze Szklar Górnych w czasie kolonizacji fryderycjańskiej. Hrabia założył tu w 1770 roku niedużą leśną osadę z czternastoma gospodarstwami zagrodniczymi. Nie wiadomo skąd sprowadził osadników, gdyż edykt królewski jedynie zalecał kolonistów niemieckich. Ziemia była tu licha i mało urodzajna, w późniejszym czasie dokupiono kilka łąk z przyległych wsi.
W XIX wieku Biedrzychowa była opisywana jako kolonia Pieszkowic.
W 1910 roku przy wsi była cegielnia, większość urzędów znajdowało się w oddalonych o 4 km Polkowic.

### Lata międzywojenne
Od roku 1925 hrabia Mikołaj von Ballestrem (1900-1945) z Pławniowic, posiadający dobra rycerskie Szklar Górnych oraz folwark Średni i Dolny w Oborze, tego folwarku już nie wydzierżawiał. Zarządzał nim jego młodszy brat hrabia Fryderyk Leopold von Ballestrem, który zamieszkał w tutejszym dworku-zamku.
W roku 1939 w wiosce było 67 mieszkańców żyjących w 16 domach. Był sołtys (burmistrz) i 6 radnych, ale główne urzędy administracyjne były w oddalonym o 12 km Lubinie a kościoły i szkoła była w oddalonych o 4 km Polkowicach. Oprócz obszaru wiejskiego, był tu nieduży folwark o powierzchni 84 ha (63 ha roli, 4,5 ha łąk, 14,2 ha lasu, 0,8 ha ogrodu i 1,5 ha pod zabudowania folwarczne i dworek). Folwark był usytuowany blisko wspomnianego traktu (dzisiejszej szosy dwupasmowej). Do zabudowy folwarcznej należał dworek, nazywany zamkiem. Ten obszar dworski należał od zawsze do obszaru dworskiego Szklar Górnych, także i tutejsza cegielnia pracująca od drugiej połowy XIX wieku. Była oddalona znacznie od folwarku i zarządzana przez inspektora cegielni w sąsiednich Pieszkowicach. Cegielnie te należały do dóbr dworskich Szklar Górnych i produkowały wysokiej jakości rury drenarskie i czerwone dachówki. Na przełomie XIX/XX wieku byli tu prywatni właściciele, dzierżawcy, nie wszyscy znani z nazwiska (w 1900 roku pułkownik von Böhm, hrabia von Recke-Volmerstein, porucznik Habel), którzy w tutejszym dworku nie zamieszkiwali. Nawet w pewnym okresie był tu dom wypoczynkowy dla dzieci wrocławskich.

### Zniszczenia wojenne
Sowieci dotarli do Polkowic 9 lutego 1945 roku, ale jeszcze na krótko przed nimi, na terenie biedrzychowskiego folwarku pojawił się niemiecki oddział dywizji pancernej „Waffen-SS”, który go spalił. Od tego czasu nie ma już widocznych śladów po hrabiach Ballestremach na terenie wsi, jedynie w lesie stoi komin od dawna nieczynnej cegielni. Na miejscu dawnego folwarku jest teraz parking. Spalony był też wtedy pobliski budynek restauracji „Waldschloßchen” (Zameczek Leśny) i budynek leśniczówki „Adlersgrund”, położony na wzniesieniu po drugiej stronie szosy. Restauracja była bardzo blisko traktu, bo jej budynek był kiedyś budynkiem celnym, który należał do miasta Polkowic. Dobudowano potem do niego obszerną salę zabawową. Znanym restauratorem był tu Gustav Freye, a potem jego rodzina, która dokupiła morgę lasu po drugiej stronie szosy, dla ustawienia stołów i krzeseł dla gości. Restauracja w tutejszej leśnej okolicy, była częstym miejscem postoju przejeżdżających furmanek, potem aut, także mieszkańcy Lubina czy Polkowic urządzali sobie tutaj atrakcyjne wycieczki do tutejszej leśnej okolicy.

## Religia
Biedrzychowa leży w parafii Matki Boskiej Łaskawej w Polkowicach.
W 1845 roku było tu 9 katolików oraz 92 ewangelików.